# イブナ・マラ
イブナ・フランコ・マラ（Ivna Franco Marra、1990年1月25日 - ）は、ブラジルの女子バレーボール選手。ブラジル代表。

## 来歴
2005年、Sesi Esporte/Uberlândiaに入団し、プロとしてのキャリアをスタートさせる。2008年、ペルーで開催されたジュニアの南米選手権で金メダルを獲得し、自身もMVPとベストレシーバー賞に選ばれた。2009年、世界ジュニア選手権で銅メダルを獲得した。
2011年、B代表として出場したエリツィン杯で準優勝した。同年より強豪クラブのオザスコに移籍した。2012年の世界クラブ選手権で金メダルを獲得した。
2015年、シニアのブラジル代表としてワールドグランプリに出場し、銅メダルを獲得した。
2019年、チーム初のV1昇格を決めたヴィクトリーナ姫路に入団し、1シーズンプレーした。

## 球歴
- 2015年 - ワールドグランプリ （3位）

## 受賞歴
- 2008年 - ジュニア南米選手権　MVP

## 所属クラブ
- Sesi Esporte/Uberlândia（2005-2007年）
- Minas Tênis Clube（2007-2010年）
- Esporte Clube Pinheiros（2010-2011年）
- オザスコ（2011-2013年）
- Sesi-SP（2013-2014年）
- オザスコ（2014-2016年）
- ル・カネ（2016-2017年）
- ECピニェイロス（2017-2018年）
- バウネアーリオ・コンボリウー（2018-2019年）
- ヴィクトリーナ姫路（2019-2020年）
- Curitiba Vôlei（2020-2021年）
- ŁKSコマースコン・ウッチ（2021-2022年）
- Sesi Vôlei Bauru（2022-2023年）
- Bluvolei Furb SME（2023年-）